# Вітні Джонс
Вітні Джонс (англ. Whitney Jones; нар. 11 серпня 1986) — колишня американська тенісистка.
Найвищу одиночну позицію світового рейтингу — 572 місце досягла 1 серпня, 2011, парну — 230 місце — 10 жовтня, 2011 року.
Здобула 1 парний титул туру ITF.
Завершила кар'єру 2012 року.

## Фінали ITF

### Парний розряд: 9 (1–8)
| турніри $100,000 |
| турніри $75,000  |
| турніри $50,000  |
| турніри $25,000  |
| турніри $10,000  |

| Результат | Ранг | Дата            | Турнір                            | Покриття | Партнерка         | Суперниці                                  | Рахунок           |
| --------- | ---- | --------------- | --------------------------------- | -------- | ----------------- | ------------------------------------------ | ----------------- |
| Поразка   | 1.   | 14 липня 2008   | ITF Атланта, США                  | Тверде   | Тія Ролл          | Саназ Маранд Крісті Міллер                 | 2–6, 4–6          |
| Поразка   | 2.   | 18 травня 2009  | ITF Лендісвілл, США               | Тверде   | Тія Ролл          | Ольга Буличова Магда Окруашвілі            | 7–6, 5–7, [7–10]  |
| Поразка   | 3.   | 21 вересня 2009 | ITF Обрегон, Мексика              | Тверде   | Джеймі Гемптон    | Наталія Гітлер Андреа Кох-Бенвенуто        | 6–7, 4–6          |
| Поразка   | 4.   | 31 травня 2011  | ITF Гілтон-Гед, США               | Тверде   | Александра Мюллер | Маколл Гаркінс Аманда Макдавелл            | 3–6, 3–6          |
| Поразка   | 5.   | 13 червня 2011  | ITF Коацакоалькос, Мексика        | Тверде   | Явна Аллен        | Кароліна Бетанкурт Хессіка Роланд-Росаріо  | 1–6, 0–6          |
| Поразка   | 6.   | 20 червня 2011  | ITF Сакатекас, Мексика            | Тверде   | Гіларі Тул        | Ана Паула Де Ла Пенья Інгрід Варгас Кальво | 6–3, 5–7, 4–6     |
| Поразка   | 7.   | 12 вересня 2011 | ITF Реддінг, США                  | Тверде   | Бріттані Огастін  | Ясмін Шнак Марія Санчес                    | 6–7, 6–4, 2–6     |
| Перемога  | 8.   | 16 січня 2012   | ITF Ле-Гозьє, Гваделупа (Франція) | Тверде   | Ясмін Шнак        | Керен Шломо Маргарита Лазарева             | 2–6, 6–4, [16–14] |
| Поразка   | 9.   | 18 червня 2012  | ITF Вільямсбург, США              | Ґрунт    | Жаклін Како       | Лора Діґмен Джулія Моріарті                | 4–6, 4–6          |